# 소마 (음료)
소마(산스크리트어: सोम)는 베다 전통에서 초기 베다 인도아리아인들 사이에서 중요한 제의 음료이다. 리그베다는 특히 소마 만달라에서 소마를 언급한다. 바가바드 기타는 9장에서 이 음료를 언급한다. 이것은 이란의 하오마와 상응한다.
문헌에는 식물에서 즙을 추출하여 소마를 준비하는 방법이 기술되어 있는데, 그 식물의 정체는 현재 알려져 있지 않으며 학자들 사이에서 논쟁 중이다. 브라만교와 조로아스터교의 고대 종교 모두에서 음료와 식물의 이름은 정확히 같지 않다.
원래 식물의 정체에 대해 많은 추측이 있었다. 아유르베다, 싯다 의학, 소마야즈나의 수행자인 소마야지와 같은 전통 인도 기록은 그 식물을 "소말라타"(Cynanchum acidum)로 식별한다.
인도 외부의 연구자들은 광대버섯, 실로시빈 버섯, 페가눔 하르말라 및 초마황을 포함한 후보들을 제안했다.

## 어원
소마는 "증류하다, 추출하다, 뿌리다"를 문자적으로 의미하는 베다 산스크리트어로, 종종 의식의 맥락에서 연결된다.
소마의 아베스타어 동족어는 하오마이다. 겔트너(1951)에 따르면, 이 단어는 인도-이란어 어근 *sav- (산스크리트어 sav-/su) "누르다"에서 파생되었는데, 즉 *sau-ma-는 식물의 줄기를 눌러 만든 음료이며, 이 단어와 관련 관행은 박트리아-마르기아나 문화(BMAC)에서 인도아리아인들에게 차용되었다. 이 단어는 인도-이란 전통에서만 입증되었지만, 만프레트 마이어호퍼는 어근 sew(h)-에서 인도유럽조어 기원을 제안했다.

## 기원
베다 종교는 인도아대륙의 인더스강 계곡 지역으로 이주한 아리아인이라는 일부 인도아리아인 부족의 종교였다. 인도아리아인들은 신타시타 문화에서 기원하여 안드로노보 문화로 발전하고, 다시 중앙아시아 쿠르간 문화에서 발전한 인도유럽어족의 한 분파를 사용했다. 전고전 시대의 베다 신념과 관행은 가설상의 원시 인도유럽 종교와 밀접하게 관련되어 있었으며, 인도아리아인들이 유래한 안드로노보 문화의 의식과 관련이 있다. 앤서니에 따르면, 고대 인도 종교는 아마도 제라프샨강(현재 우즈베키스탄)과 (현재) 이란 사이의 접촉 지역에서 인도유럽 이주민들 사이에서 발생했을 것이다. 그것은 "오래된 중앙아시아 요소와 새로운 인도유럽 요소의 혼합"이었으며, 박트리아-마르기아나 문화(BMAC)에서 "독특한 종교적 신념과 관행"을 빌려왔다. 이러한 혼합주의적 영향은 인드라 신과 의식 음료 소마를 포함하여 이 문화에서 차용된 최소 383개의 비인도유럽어 단어에 의해 뒷받침된다. 앤서니에 따르면,
인도-이란의 힘/승리의 신인 베레트라그나의 많은 특성이 채택된 신 인드라에게 전이되어 그는 발전하는 고대 인도 문화의 중심 신이 되었다. 인드라는 리그베다의 4분의 1인 250개의 찬가에 등장한다. 그는 다른 어떤 신보다도 소마(아마도 마황에서 유래한 자극제)와 관련이 깊은데, 이 약물은 아마도 BMAC 종교에서 차용되었을 것이다. 그의 중요성 증가는 고대 인도어 화자들의 특이한 특징이었다.

## 베다 소마
베다에서 같은 단어(소마)는 음료, 식물, 그리고 그 신을 나타내는 데 사용된다. 소마를 마시는 것은 불멸(암리타, 리그베다 8.48.3)을 가져다준다. 인드라와 아그니는 엄청난 양의 소마를 소비하는 것으로 묘사된다. 베다 사상에서 인드라는 뱀 악마 브리트라와 싸우면서 많은 양의 소마를 마셨다. 인간의 소마 소비는 베다 의식에서 잘 입증되어 있다. 리그베다의 소마 만다라는 완전히 소마 파바마나에 헌정되어 있으며, 소마가 압착되고, 걸러지고, 물과 우유와 섞여 용기에 부어지는 의식의 순간에 초점을 맞추고 있다. 이러한 행동은 영토를 정복하는 왕, 태양의 우주 여행, 또는 소들과 짝짓기 위해 달리는 황소(우유로 표현됨)를 포함한 다양한 것들을 나타내는 것으로 묘사된다. 소마에 대한 가장 중요한 신화는 그의 절도에 관한 것이다. 이 신화에서 소마는 원래 궁수 크리샤누에 의해 하늘의 성채에 갇혀 있었다. 한 매가 소마를 훔쳐 크리샤누를 성공적으로 피하고, 최초의 제사를 지낸 마누에게 소마를 전달했다. 또한, 소마는 후기 리그베다와 중기 베다 시대에 달과 연관되었다. 태양의 딸인 수리야는 때때로 소마의 아내라고 명시된다.
리그베다(8.48.3)는 말한다:

ápāma sómam amŕ̥tā abhūma
áganma jyótir ávidāma devā́n
kíṃ nūnám asmā́n kr̥ṇavad árātiḥ
kím u dhūrtír amr̥ta mártiyasya

스테파니 W. 제미슨과 조엘 P. 브레레튼은 이것을 다음과 같이 번역한다.

우리는 소마를 마셨다. 우리는 불멸이 되었다. 우리는 빛으로 갔다. 우리는 신들을 찾았다.
적대감이 이제 우리에게 무엇을 할 수 있으며, 필멸자의 악의가 무엇을 할 수 있는가, 오 불멸의 존재여?

베다에서 소마는 "식물이자 신"이다.

## 아베스타 하오마
조로아스터교의 하오마 의식은 아베스타(특히 호음 야스트, 야스나 9)에서 엿볼 수 있으며, 아베스타어 *하오마는 팔라비어 호음으로도 살아남았다. 하오마 식물은 의식 음료인 파라하오마의 필수 성분을 생산했다.
야스나 9.22에서 하오마는 "전사들에게 속도와 힘을, 출산하는 이들에게 훌륭하고 의로운 아들들을, 나스크 연구에 전념하는 이들에게 영적인 힘과 지식을" 부여한다. 이 종교의 주요 숭배 신으로서 그는 신성한 사제로 인식되었다. 야스나 9.26에서는 아후라 마즈다가 그에게 신성한 허리띠를 주었다고 하며, 야스나 10.89에서는 아후라 마즈다 자신과 아메샤 스펜타를 위해 하오마를 "신속하게 희생하는 자오타르"(산스크리트어 호타르)로 임명했다고 한다.

## 후기 베다 시대 언급
소마는 바가바드 기타 9장 20절에 언급되어 있다.
(세 베다에 기술된 대로) 행위에서 열매를 바라는 행위를 하는 자들과 순수한 소마 식물의 즙을 마시는 자들은 과거의 죄를 정화하고 깨끗이 한다.

하늘(주님인 인드라록으로 알려진 거처)을 바라는 자들은 희생 제물을 바쳐 나를 숭배함으로써 하늘을 얻고 그 신성한 즐거움을 누린다.

따라서 (세 베다에 명시된 대로) 선행(업)을 수행함으로써, 신들이 누리는 모든 신성한 즐거움을 누릴 수 있는 천상의 장소를 항상 의심할 여지 없이 얻게 될 것이다.

마하리시 마헤쉬 요기의 초월 명상-시디 프로그램은 리그베다에 기반을 둔 "소마" 개념을 포함한다.

## 식물 후보
원래 사우마 식물에 대해 많은 추측이 있었다. 제안된 후보로는 벌꿀, 버섯, 향정신성 및 기타 약초 식물 등이 있다.
오늘날 남인도에서 전통적인 슈라우타인 소마야지들에 의해 소마야즈나 의식이 거행될 때 사용되는 식물은 잎 없는 덩굴식물로 조달되는 소말라타(산스크리트어: 소마 덩굴, Sarcostemma acidum)이다.
18세기 후반 아브라함 이아상트 앙케틸-뒤페롱 등이 아베스타의 일부를 서양 학자들에게 공개한 이래로 여러 학자들이 문헌에 기술된 바와 살아있는 조로아스터교 관행에서 사용되는 하오마의 식물학적 등가물을 찾으려 노력했다. 19세기 후반, 야즈드(이란)의 매우 보수적인 조로아스터교도들은 현지에서 훔 또는 호마라고 알려진 마황을 사용하고 있었고, 이를 인도 조로아스터교도들에게 수출했다.
식민지 영국 시대 학계에서는 삼속이 소마 후보로 제안되었다. 조게시 찬드라 레이의 '소마 식물'(1939)과 B. L. 무케르지(1921)의 저술에서 나타난다.
1960년대 후반, 여러 연구에서 소마를 신경정신약물로 규명하려는 시도가 있었다. 여러 가지 제안이 나왔는데, 그 중 1968년 미국 은행가이자 아마추어 민족균류학자인 R. 고든 와슨은 소마가 취하게 하는 물질이지만 대마는 아니라고 주장하며 광대버섯을 유력한 후보로 제시했다. 1968년 이래로 이 이론은 인류학 문헌에서 반대자와 지지자 모두를 얻었다. 와슨과 그의 공동 저자인 웬디 도니거 오플라허티는 베다의 묘사와 시베리아에서 샤머니즘 의식에서 광대버섯을 사용하는 보고서 사이의 유사점을 제시했다.
1989년 해리 팔크는 문헌에서 하오마와 소마 모두 경각심과 의식을 향상시킨다고 언급되었으며, 이는 환각제의 의식 변화 효과와 일치하지 않고, "초기 베다 문헌이나 고대 이란 문헌 모두에 샤먼적 또는 환상적인 요소가 없다"고 지적했다. 팔크는 또한 에페드린을 생성하는 세 가지 종류의 마황속(에페드라 게라르디아나, E. 메이저 프로케라, E. 인터메디아) 또한 아베스타 문헌에서 하오마에 приписанный 속성을 가지고 있다고 주장했다. 1999년 라이덴에서 열린 하오마-소마 워크숍 결론에서 얀 E. M. 하우벤은 "사우마를 환각제로 보려는 열망에 사로잡힌 이들이 마황을 제거하려는 강한 시도에도 불구하고, 리그베다 소마와 아베스타 하오마의 진지한 후보로서의 지위는 여전히 유지된다"고 썼다.
소련의 고고학자 빅토르 사리아니디는 박트리아-마르기아나 고고학적 복합체의 조로아스터교 사원에서 소마를 준비하는 데 사용된 용기와 절구들을 발견했다고 썼다. 그는 그 용기들이 소마 준비 과정에서 남겨진 잔류물과 씨앗 흔적을 드러냈다고 말했다. 이는 후속 조사에서 입증되지 않았다. 대안으로, 소마의 정체에 대해 30년 이상 연구한 마크 멀린은 소마와 양귀비 (식물) 사이의 연관성에 대한 추가 연구의 필요성을 언급했다.
《신들의 음식》에서 테렌스 맥케나는 소마가 적어도 부분적으로는 P. 큐벤시스의 산물이라고 주장했다.
마이클 우드에 따르면, 불멸과 빛에 대한 언급은 환각제 경험의 특징이다.

## 같이 보기
- 찬드라, 소마와 관련된 신
- 하오마, 조로아스터교의 동등한 신성한 식물
- 만나, 성경과 쿠란의 식용 등가물
- 꿀술
- 시마 (꿀술)
- 소마, 소설 멋진 신세계의 등장인물들이 사용하는 약물.
- 소마 약물 - 카리소프로돌

### 설명주
1. ↑  See Kuzʹmina (2007), The Origin of the Indo-Iranians, p. 339, for an overview of publications up to 1997 on this subject.
2. ↑  trai-vidyā māṁ soma-pāḥ pūta-pāpā
yajñair iṣhṭvā svar-gatiṁ prārthayante
te puṇyam āsādya surendra-lokam
aśhnanti divyān divi deva-bhogān

### 참조주
1. ↑  Monier Williams (1899), A Sanskrit–English Dictionary, Oxford, the Clarendon Press, OCLC 458052227, page 1249.
2. ↑  soma. CollinsDictionary.com. Collins English Dictionary - Complete & Unabridged 11th Edition. Retrieved 2 December 2012.
3. ↑  Flood (1996), An Introduction to Hinduism, p.43
4. ↑  “Bhagavad Gita: The Song of God”, 《www.holy-bhagavad-gita.org》 (JKYog), Chapter 9, Verse 20, OL 28015595M, 위키데이터 Q108659922
5. ↑  Toorn, Karel van der; Becking, Bob; Horst, Pieter Willem van der (1999). 《Dictionary of Deities and Demons in the Bible》 (영어). Wm. B. Eerdmans Publishing. 384쪽. ISBN 978-0-8028-2491-2. 2021년 1월 24일에 확인함.
6. ↑  Guénon, René (2004). 《Symbols of Sacred Science》 (영어). Sophia Perennis. 320쪽. ISBN 978-0-900588-77-8. 2021년 1월 24일에 확인함.
7. ↑  Victor Sarianidi, 빅토르 사리아니디 in The PBS Documentary The Story of India
8. 1 2  
Singh, N. P. (1988). 《Flora of Eastern Karnataka, Volume 1》. Mittal Publications. 416쪽. ISBN 9788170990673.
9. ↑  Monier Monier-Williams (1872). 《A Sanskrit-English Dictionary》. 옥스퍼드 대학교 출판부 (Reprint: 2001). 1136–1137쪽.
10. ↑  K.F.Geldner, Der Rig-Veda. Cambridge MA, 1951, Vol. III: 1-9
11. 1 2 3  Beckwith 2011, 32쪽.
12. 1 2  Anthony 2007, 454–455쪽.
13. ↑  M. Mayrhofer, Etymologisches Wörterbuch des Altindoarischen, Heidelberg 1986–2000, vol II: 748
14. 1 2  Kuz'mina 2007, 319쪽.
15. ↑  Singh 2008, 185쪽.
16. ↑  Heesterman 2005, 9552–9553쪽.
17. ↑  Anthony 2007.
18. ↑  Roger D. Woodard (2006년 8월 18일). 《Indo-European Sacred Space: Vedic and Roman Cult》. 일리노이 대학교 출판부. 242–쪽. ISBN 978-0-252-09295-4.
19. 1 2  Anthony 2007, 462쪽.
20. ↑  Anthony 2007, 454쪽.
21. ↑  Stephanie Jamison (2015). 《The Rigveda –– Earliest Religious Poetry of India》. Oxford University Press. 42–43쪽. ISBN 978-0190633394.
22. ↑  “UT College of Liberal Arts: UT College of Liberal Arts”. Liberalarts.utexas.edu. 2018년 10월 4일에 확인함.
23. ↑  Stephanie Jamison (2015). 《The Rigveda –– Earliest Religious Poetry of India》. Oxford University Press. 1129쪽. ISBN 978-0190633394.
24. ↑  Stevenson, Jay (2000). 《The Complete Idiot's Guide to Eastern Philosophy》 (미국 영어). 인디애나폴리스: 알파 북스. 46쪽. ISBN 9780028638201.
25. ↑  Bhagavad Gita on Indra Ch 10 verse 22
26. ↑  Williamson, Lola (January 2010). 《Transcendent in America》. NYU Press. ISBN 9780814794708. 2015년 2월 23일에 확인함.
27. ↑  Hendel v World Plan Executive Council, 124 WLR 957 (January 2, 1996); affd 705 A.2d 656, 667 (DC, 1997)
28. ↑  Oldenberg, Hermann (1988). 《The Religion of the Veda》. Motilal Banarsidass Publ. ISBN 978-81-208-0392-3.
29. ↑  Aitchison, 1888
30. ↑  Ray, Jogesh, Chandra, Soma Plant, Indian Historical Quarterly, vol. 15, no. 2, June, 1939, Calcutta
31. ↑  Mukherjee, B. L., The Soma Plant, JRAS, (1921), Idem, The Soma Plant, Calcutta, (1922), The Journal of the Royal Asiatic Society of Great Britain & Ireland  (Royal Asiatic Society of Great Britain and Ireland, 1921)
32. ↑  Furst, Peter T. (1976). 《Hallucinogens and Culture》. Chandler & Sharp. 96–108쪽. ISBN 0-88316-517-1.
33. ↑  John Brough (1971). 《Soma and "Amanita muscaria"》. 《Bulletin of the School of Oriental and African Studies》 34. 331–362쪽. doi:10.1017/S0041977X0012957X. JSTOR 612695. S2CID 84458441.
34. ↑  Feeney, Kevin (2020). “Fly Agaric: A Compendium of History, Pharmacology, Mythology, & Exploration”. 《ResearchGate》 (영어). 2020년 12월 27일에 확인함.
35. ↑  (Wasson, Robert Gordon (1968). 《Soma: Divine Mushroom of Immortality》. 《Ethno-Mycological Studies》 1 (New York). ISBN 0-15-683800-1.)
36. ↑  Falk, 1989, p 87
37. ↑  Houben, 2003
38. ↑  C.C. Bakels (2003). 《Report concerning the contents of a ceramic vessel found in the "white room" of the Gonur Temenos, Merv Oasis, Turkmenistan》. 《EJVS》 9. 2011년 7월 13일에 원본 문서에서 보존된 문서. 2010년 7월 10일에 확인함.
39. ↑  Merlin, Mark, Man and Marijuana, (Barnes and Co, 1972)
40. ↑  Merlin, M., Archaeological Record for Ancient Old World Use of Psychoactive Plants, Economic Botany, 57(3): (2008)
41. ↑  McKenna, Terence (1992년 1월 1일). 《Food of The Gods》. Bantam Books. 100–120쪽. ISBN 9780553371307.
42. ↑  Michael Wood, 인도의 이야기.